# ビジネスエコシステム
ビジネスエコシステム（ビジネス生態系、英:business ecosystemまたはdigital ecosystem）とは、本来は生態系を指す英語「ecosystem」を比喩的に用い、主に情報通信産業において、動植物の食物連鎖や物質循環といった生物群の循環系という元の意味から転化して、経済的な依存関係や協調関係、または強者を頂点とする新たな成長分野でのピラミッド型の産業構造といった、新規な産業体系を構成しつつある発展途上の分野での企業間の連携関係全体を表すのに用いられる用語である。

## 概要
例えば、電子書籍の出版流通ビジネスや、家庭用発電システムのような分散型電源に関わる産業、充電スタンドまで含めた電気自動車全般の産業、インターネット経由でのビデオとTVの融合ビジネスなどは、メディアでの評論や解説において「エコシステム」として呼ばれることがある。一般にIT分野や新エネルギー分野での新たなビジネス領域を指すことが比較的多いが、企業間の役割と関連性やそれぞれの収益性を論じるほど明確なビジネスモデルは確立していないあいまいな状態を指す傾向がある。
日本では、このようにメディアで企業間の事業連携協業を指すケースが多い。一方、アメリカ、特にシリコンバレーでは、旧来型のビジネスゲームの変革（ゲームチェンジ）を起こすための戦略的な取り組みとしてエコシステムが位置付けられている。
アーキテクチャ（architecture）との関連について言えば、昨今のネットワーク化した社会においてのエコシステムは、ビジネスアーキテクチャとテクノロジーアーキテクチャを構成するようになってきているといえる。アーキテクチャは、建築学で建築様式のことを指すが、経営においては、構築、構造を意味する。エコシステムは、末端から末端までの全ての階層とセグメントを網羅するエンドトゥエンド（E2E）アーキテクチャとして定義される。ビジネスアーキテクチャは顧客のプロセスやバリューチェーンを意味する。テクノロジーアーキテクチャは、データ、ソフトウェア、ハードウェアを指す。